# Viimne reliikvia
Viimne reliikvia è un film del 1969, diretto da Grigori Kromanov.